# Northport (Alabama)
Northport ist eine Stadt im Tuscaloosa County des US-Bundesstaates Alabama. Das U.S. Census Bureau hat bei der Volkszählung 2020 eine Einwohnerzahl von 31.125 ermittelt.

## Geographie
Northports geographische Koordinaten sind 33° 15′ N, 87° 36′ W (33,253917, −87,592352).
Nach den Angaben des United States Census Bureaus hat die Stadt eine Fläche von 38,5 km², wovon 37,9 km² auf Land und 0,6 km² (= 1,48 %) auf Gewässer entfallen.
Northport liegt direkt benachbart zu Tuscaloosa, wo viele der Einwohner arbeiten. Historisch bildete der Black Warrior River die Grenze zwischen beiden Städten, auch wenn heute ein Teil der gemeinsamen Stadtgrenze auf Land verläuft.

## Demographie
Zum Zeitpunkt des United States Census 2000 bewohnten Northport 19.435 Personen. Die Bevölkerungsdichte betrug 1328,3 Personen pro km². Es gab 8509 Wohneinheiten, durchschnittlich 224,6 pro km². Die Bevölkerung Northports bestand zu 71,11 % aus Weißen, 26,03 % Schwarzen oder African American, 0,19 % Native American, 0,80 % Asian, 0,15 % Pacific Islander, 1,02 % gaben an, anderen Rassen anzugehören, und 0,70 % nannten zwei oder mehr Rassen. 1,92 % der Bevölkerung erklärten, Hispanos oder Latinos jeglicher Rasse zu sein.
Die Bewohner Northports verteilten sich auf 7844 Haushalte, von denen in 32,8 % Kinder unter 18 Jahren lebten. 48,3 % der Haushalte stellten Verheiratete, 15,7 % hatten einen weiblichen Haushaltsvorstand ohne Ehemann, und 33,0 % bildeten keine Familien. 28,6 % der Haushalte bestanden aus Einzelpersonen, und in 9,7 % aller Haushalte lebte jemand im Alter von 65 Jahren oder mehr alleine. Die durchschnittliche Haushaltsgröße betrug 2,41 und die durchschnittliche Familiengröße 2,98 Personen.
Die Stadtbevölkerung verteilte sich auf 24,9 % Minderjährige, 10,5 % 18–24-Jährige, 29,3 % 25–44-Jährige, 21,3 % 45–64-Jährige und 14,1 % im Alter von 65 Jahren oder mehr. Das Durchschnittsalter betrug 35 Jahre. Auf jeweils 100 Frauen entfielen 83,9 Männer. Bei den über 18-Jährigen entfielen auf 100 Frauen 79,6 Männer.
Das mittlere Haushaltseinkommen in Northport betrug 40.206 US-Dollar, und das mittlere Familieneinkommen erreichte die Höhe von 48.673 US-Dollar. Das Durchschnittseinkommen der Männer betrug 41.008 US-Dollar gegenüber 26.340 US-Dollar bei den Frauen. Das Pro-Kopf-Einkommen in Northport war 20.163 US-Dollar. 13,9 % der Bevölkerung und 11,6 % der Familien hatten ein Einkommen unterhalb der Armutsgrenze, davon waren 20,4 % der Minderjährigen und 10,6 % der Altersgruppe 65 Jahre und mehr betroffen.

## Söhne und Töchter der Stadt
- Frank Lary, Baseballspieler